# Melania l'anziana
Melania l'anziana, detta anche Melania Seniore (Roma, 350 – Gerusalemme, 410 circa), fu una patrizia romana che, rimasta vedova, fondò un monastero presso Gerusalemme.
È venerata come santa da tutte le Chiese che ammettono il culto dei santi.

## Biografia
Figlia del console Marcellino e vedova di un prefetto romano, era la madre di Valerio Publicola, patrizio romano della gens Valeria, ricchissimo possidente con estese proprietà a Roma, in Sicilia, in Spagna, in Gallia, in Aquitania, in Bretagna e in Africa settentrionale e padre di Melania la giovane.
Dopo aver perduto il marito e due figli verso il 365, si ritirò in Terra santa.
Ella visitò il deserto egiziano insieme a Tirannio Rufino e fondò un monastero doppio sul Monte degli Ulivi a Gerusalemme, che ospitò Evagrio Pontico intorno al 383. Rufino tornerà nel 377 a Gerusalemme per vedersi affidata da Melania la parte maschile del monastero da lei fondato.
A Gerusalemme ella incontrò Evagrio Pontico (346-399) e lo convinse a intraprendere la vita monastica.
Verso il 402 Melania tornò presso i suoi.
Nel 410, al tempo delle grandi invasioni dei goti di Alarico, si trasferì definitivamente, con la famiglia della nipote Melania la giovane, in Terra santa.  Quest'ultima migliorerà ed amplierà il monastero fondato dalla nonna, rendendolo famoso.
Nel corso del suo peregrinare, Melania incontrò Sofronio Eusebio Girolamo e Palladio di Galazia, che ne fece gli elogi.